# World Games 1989/Medaillenspiegel
Diese Tabelle zeigt den Medaillenspiegel der World Games 1989 in Karlsruhe. Die Entscheidungen der Einladungssportarten flossen nicht in den offiziellen Medaillenspiegel ein.

## Rangfolge
Die Platzierungen sind nach der Anzahl der gewonnenen Goldmedaillen sortiert, gefolgt von der Anzahl der Silber- und Bronzemedaillen (lexikographische Ordnung). Weisen zwei oder mehr Länder eine identische Medaillenbilanz auf, werden sie alphabetisch geordnet auf dem gleichen Rang geführt. Dies entspricht dem System, das vom Internationalen Olympischen Komitee (IOC) verwendet wird.
| Medaillenspiegel (nach allen 112 Entscheidungen) | Medaillenspiegel (nach allen 112 Entscheidungen) | Medaillenspiegel (nach allen 112 Entscheidungen) | Medaillenspiegel (nach allen 112 Entscheidungen) | Medaillenspiegel (nach allen 112 Entscheidungen) | Medaillenspiegel (nach allen 112 Entscheidungen) |
| Platz                                            | Land                                             | Gold                                             | Silber                                           | Bronze                                           | Gesamt                                           |
| ------------------------------------------------ | ------------------------------------------------ | ------------------------------------------------ | ------------------------------------------------ | ------------------------------------------------ | ------------------------------------------------ |
| 01                                               | Italien                                          | 22                                               | 15                                               | 14                                               | 51                                               |
| 02                                               | BR Deutschland                                   | 18                                               | 13                                               | 27                                               | 58                                               |
| 03                                               | Sowjetunion                                      | 15                                               | 13                                               | 8                                                | 36                                               |
| 04                                               | Vereinigte Staaten                               | 8                                                | 10                                               | 12                                               | 30                                               |
| 05                                               | Südkorea                                         | 8                                                | 1                                                | 4                                                | 13                                               |
| 06                                               | Frankreich                                       | 7                                                | 6                                                | 6                                                | 19                                               |
| 07                                               | Vereinigtes Königreich                           | 6                                                | 6                                                | 11                                               | 23                                               |
| 08                                               | Kanada                                           | 6                                                | 2                                                | 1                                                | 9                                                |
| 09                                               | Chinesisch Taipeh                                | 5                                                | —                                                | —                                                | 5                                                |
| 10                                               | Japan                                            | 2                                                | 4                                                | 7                                                | 13                                               |
| 11                                               | Österreich                                       | 2                                                | 4                                                | 4                                                | 10                                               |
| 12                                               | Niederlande                                      | 2                                                | 2                                                | 3                                                | 7                                                |
| 13                                               | Belgien                                          | 2                                                | 1                                                | 3                                                | 6                                                |
| 14                                               | Finnland                                         | 2                                                | 1                                                | —                                                | 3                                                |
| 15                                               | Portugal                                         | 2                                                | —                                                | —                                                | 2                                                |
| 16                                               | Schweiz                                          | 1                                                | 5                                                | 4                                                | 10                                               |
| 17                                               | Volksrepublik China                              | 1                                                | 5                                                | 1                                                | 7                                                |
| 18                                               | Indonesien                                       | 1                                                | —                                                | 4                                                | 5                                                |
| 19                                               | Norwegen                                         | 1                                                | —                                                | —                                                | 1                                                |
| 19                                               | Neuseeland                                       | 1                                                | —                                                | —                                                | 1                                                |
| 21                                               | Spanien                                          | —                                                | 4                                                | 8                                                | 12                                               |
| 22                                               | Tschechoslowakei                                 | —                                                | 3                                                | —                                                | 3                                                |
| 23                                               | Australien                                       | —                                                | 2                                                | 2                                                | 4                                                |
| 24                                               | Jordanien                                        | —                                                | 2                                                | 1                                                | 3                                                |
| 25                                               | Philippinen                                      | —                                                | 2                                                | —                                                | 2                                                |
| 26                                               | Ungarn                                           | —                                                | 1                                                | 5                                                | 6                                                |
| 27                                               | Türkei                                           | —                                                | 1                                                | 4                                                | 5                                                |
| 28                                               | Ägypten                                          | —                                                | 1                                                | 1                                                | 2                                                |
| 28                                               | Dänemark                                         | —                                                | 1                                                | 1                                                | 2                                                |
| 28                                               | Indien                                           | —                                                | 1                                                | 1                                                | 2                                                |
| 28                                               | Irland                                           | —                                                | 1                                                | 1                                                | 2                                                |
| 28                                               | Schweden                                         | —                                                | 1                                                | 1                                                | 2                                                |
| 33                                               | Algerien                                         | —                                                | 1                                                | —                                                | 1                                                |
| 33                                               | Brasilien                                        | —                                                | 1                                                | —                                                | 1                                                |
| 33                                               | Mexiko                                           | —                                                | 1                                                | —                                                | 1                                                |
| 33                                               | Polen                                            | —                                                | 1                                                | —                                                | 1                                                |
| 37                                               | Luxemburg                                        | —                                                | —                                                | 1                                                | 1                                                |
| Total                                            | Total                                            | 112                                              | 112                                              | 135                                              | 359                                              |